# Aloe pirottae
Aloe pirottae är en grästrädsväxtart som beskrevs av Alwin Berger. Aloe pirottae ingår i släktet Aloe och familjen grästrädsväxter.
Artens utbredningsområde är Etiopien. Inga underarter finns listade i Catalogue of Life.